# Can Gorina
Can Gorina és una masia situada a la urbanització de Sant Llorenç del Pi de Matadepera (Vallès Occidental), catalogada com a bé cultural d'interès local.

## Història
A mitjan segle xvi Jaume Gorina, nascut a Sabadell, es casà amb la pubilla del mas Bassa de Matadepera, canviant així el nom de la casa. El 1823 hi nasqué Francesc Gorina i Riera, fill de Joan Gorina Llonch i de Josepa Riera i Puig. El seu pare morí quan tenia 11 anys, i els seus marmessors el van enviar a casa d'una padrina (La Riera de Granera) on aprendria l'ofici de pagès i a llegir i escriure. Als 16 tornà a la finca, explotada durant aquests per diversos parcers. Més tard fou va ser alcalde de Matadepera i jutge de pau, i el 1878, el mas li fou embargat. Després hi hagué un incendi, i l'1 de febrer de l'any següent hi entraren a viure Domènec Borrell Torrell, mosso de Can Ferrers de Baix,  i Rosa Escalé Cadavall, minyona de Can Pèlacs. Els seus descendents s'hi van fer càrrec del bestiar, les vinyes i conreus fins aproximadament el 1962.
Esteve Renom i Pulit va adquirir la documentació patrimonial del mas (1577-1904), una còpia de la qual es conserva a l'Arxiu Municipal de Matadepera. Hi destaca el dietari de Francesc Gorina i Riera, transcrit i editat l'arxiver Joan Comasòlivas i Font.

## Descripció
És un edifici aïllat envoltat de jardí. Està format per diferents cossos adossats de diferent altura. L'edifici principal consta de planta baixa i primer pis amb golfes i coberta a doble vessant amb el carener desplaçat respecte a l'eix de simetria i amb ràfec d'imbricacions imitant les escates de peix. A la façana principal les obertures es distribueixen de manera asimètrica. El portal és de pedra d'arc de mig punt adovellat sobre el qual hi ha una finestra de pedra d'arc a nivell amb llinda (a la qual hi ha la data 1717), brancals i replanell motllurat. Sota coberta s'obre una finestra d'arc de mig punt. El parament és de maçoneria arrebossada i pintada. A l'interior es conserven antigues parets i hi ha elements relacionats amb l'activitat vitivinícola. També es conserva l'era a l'exterior.